# Albert Roig i Deulofeu
Albert Roig i Deulofeu (Sabadell, 1945) és un arqueòleg i historiador medievalista català.

## Biografia
Llicenciat en Filosofia i Lletres, secció d'Història, per la Universitat Autònoma de Barcelona, es dedica professionalment a les activitats derivades de la seva especialitat. És especialista en alta edat mitjana, tot i que també ha treballat a fons la resta de l'edat mitjana i l'antiga.
Ha rebut diversos guardons, al llarg de la seva trajectòria professional, com el Premi Bartomeu Cruells de la Delegació del Vallès del Col·legi d'Arquitectes de Catalunya, atorgat per la seva extensa tasca d'investigació i rehabilitació en defensa del patrimoni arquitectònic.
És autor de nombroses memòries d'excavacions, projectes museogràfics, articles de revistes especialitzades, de diversos llibres i és col·laborador de l'extensa obra col·lectiva Catalunya romànica.